# Тайфунник соломонський
Тайфунник соломонський (Pseudobulweria becki) — морський птах з родини буревісників (Procellariidae).

## Назва
Видова назва becki вшановує американського орнітолога Ролло Бека (1870—1950).

## Поширення
Рідкісний вид, що гніздиться на острові Нова Ірландія (Архіпелаг Бісмарка). До 2007 року Pseudobulweria becki була відома лише з двох екземплярів: самиці, взятої 6 січня 1928 року у морі на схід від Нової Ірландії та на північ від Буки (Папуа Нова Гвінея), і самця, взятого 18 травня 1929 року на північний схід від Рендови (Соломонові Острови). Трьох птахів, ймовірно, цього виду, бачили біля Нової Ірландії на архіпелазі Бісмарка в 2003 році, а в липні та серпні 2007 року експедиція реєструвала вид протягом семи днів принаймні в чотирьох місцях біля Нової Ірландії, принаймні 30 спостережень на день і максимум 16 птахів разом, остаточно підтверджуючи повторне відкриття виду. Мис Сент-Джордж, на південній частині острова, виявився улюбленим місцем, де птахів було більше, ніж тайфунників таїтійських (P. rostrata),